# Friedrich Wilhelm Frantzius jr.
Friedrich Wilhelm Frantzius jr., Friedrich Wilhelm von Frantzius (ur. 25 grudnia 1817 w Gdańsku - zm. 15 grudnia 1891 w Gdańsku) – gdański kupiec, bankier i urzędnik konsularny Oldenburga.

## Życiorys
Potomek Theodosiusa Christiana Frantziusa (1735-1802), który około 1760 przybył do Gdańska z Lubeki. Syn Friedricha Wilhelma Frantziusa (1789–1861) oraz Adele Elisabeth Ritt. Był spadkobiercą działalności handlowej i bankowej dziadka i ojca. Do niego należał też folwark Sawdin, w pow. grudziądzkim (1878-1891). Pełnił funkcję konsula Oldenburga w Gdańsku (1843-1890).